# 静岡県立薬学専門学校
| 静岡県立薬学専門学校 | 静岡県立薬学専門学校     |
| -------------------- | ------------------------ |
|                      |                          |
| 創立                 | 1952年9月1日             |
| 所在地               | 静岡県静岡市 小鹿160番地 |
| 初代校長             | 宮道悦男                 |
| 廃止                 | 1954年3月                |
| 後身校               | 静岡薬科大学             |

静岡県立薬学専門学校（しずおかけんりつやくがくせんもんがっこう、英語: Shizuoka Prefectural College of Pharmacy）は、かつての日本の旧制の公立専門学校である。静岡県静岡市に本部を置いた。略称は静薬専。

## 概観

### 専門学校全体
静岡県立薬学専門学校は、静岡県に所在していた旧制の私立専門学校を公立移管し、1952年（昭和27年）9月1日に発足した旧制専門学校である。財団法人静岡女子薬学専門学校が運営する静岡薬学専門学校が、普通地方公共団体である静岡県に移管されたものである。

### 教育および研究
静岡県に設置された旧制薬学専門学校として、薬学に関する高等教育を教授していた。

## 沿革

### 略歴

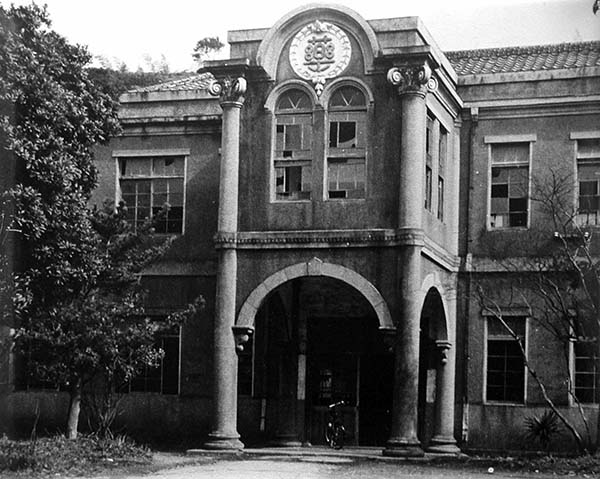
前身である静岡女子薬学校の瓦場キャンパスの本館（1930年竣工）

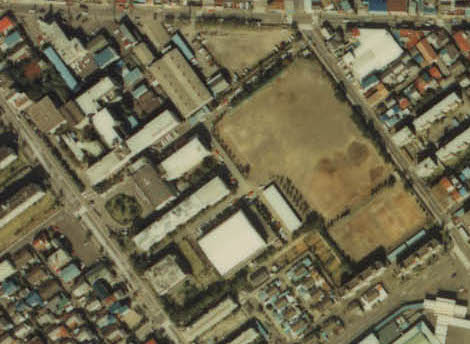
後身である静岡薬科大学の小鹿キャンパスの航空写真（1983年撮影。）

岩﨑照吉により、旧制の私立薬学校として1916年（大正5年）4月に静岡女子薬学校が創設された。その後、旧制薬学専門学校への昇格にともない、1945年（昭和20年）に静岡女子薬学専門学校が発足した。さらに共学化により、1950年（昭和25年）4月に静岡薬学専門学校となった。ただし、学校の設置者である財団法人静岡女子薬学専門学校は改称せず、そのままの名称であった。
太平洋戦争後の学制改革により旧制薬学専門学校は新制大学に移行することになり、もし移行できなければ廃止されることになった。財団法人静岡女子薬学専門学校としても、新制の私立大学への移行を目指していた。しかし、財務基盤が脆弱であることが問題視され、大学設置を申請するも認可が得られなかった。これらを踏まえ、静岡薬学専門学校を静岡県に移管し、旧制の公立薬学専門学校とすることで運営の安定性を確保することとなった。
1952年（昭和27年）9月1日に静岡県立薬学専門学校が設置された。同年9月から同年10月にかけては、静岡県知事の齋藤壽夫が校長事務取扱を兼任していた。同年10月より、岐阜薬科大学学長の宮道悦男が初代校長を兼任することになった。なお、静岡女子薬学校は1925年（大正14年）より静岡市瓦場町に本部を置いており、後身である静岡女子薬学専門学校も引き続き瓦場キャンパスを使用していた。しかし、手狭であったことから静岡市小鹿への移転が進められ、静岡県立薬学専門学校の発足までには小鹿キャンパスに本部が移されている。
その後、改めて新制の公立大学への移行を目指すことになり、大学設置を申請し認可された。1953年（昭和28年）4月、静岡薬科大学が設置された。それにともない、静岡県立薬学専門学校の校長である宮道悦男が、静岡薬科大学の初代学長に就任することになった。なお、静岡県立薬学専門学校は1954年（昭和29年）3月まで並行して存続しており、その間はそちらの校長も宮道が兼任していた。

### 年表
- 1952年 - 静岡県立薬学専門学校設置[3][4]。
- 1953年 - 静岡薬科大学設置。
- 1954年 - 静岡県立薬学専門学校廃止。

### 歴代校長
| 静岡県立薬学専門学校 校長 | 静岡県立薬学専門学校 校長 | 静岡県立薬学専門学校 校長 | 静岡県立薬学専門学校 校長 | 静岡県立薬学専門学校 校長 | 静岡県立薬学専門学校 校長 | 静岡県立薬学専門学校 校長 |
| 代                        | 氏名                      | 氏名                      | 就任日                    | 退任日                    | 主要な経歴                | 備考                      |
| ------------------------- | ------------------------- | ------------------------- | ------------------------- | ------------------------- | ------------------------- | ------------------------- |
| ‐                         |                           | 齋藤壽夫                  | 1952年9月                 | 1952年10月                | 静岡県知事                | （校長事務取扱）          |
| 1                         |                           | 宮道悦男                  | 1952年10月                | 1954年3月                 | 岐阜薬科大学学長          |                           |

- 宮道悦男は、1952年10月より岐阜薬科大学学長と静岡県立薬学専門学校校長を兼任した。
- 宮道悦男は、1953年4月より岐阜薬科大学学長と静岡薬科大学学長と静岡県立薬学専門学校校長を兼任した。
- 1953年4月に静岡薬科大学が発足したが、静岡県立薬学専門学校は1954年3月まで存続しており、その間は宮道悦男が校長を務めた。

## 専門学校関係者と組織

### 専門学校関係者一覧
専門学校関係者の一覧は、後身である静岡県立大学の一覧と同一のページに掲載している。
- 静岡県立大学の人物一覧

### 註釈
1. ↑  静岡薬科大学は、静岡女子大学、静岡女子短期大学と統合され、1987年に静岡県立大学が設置された。